# Vazeilles-Limandre
Vazeilles-Limandre ist eine französische Gemeinde mit 265 Einwohnern (Stand: 1. Januar 2022) im Département Haute-Loire in der Region Auvergne-Rhône-Alpes (vor 2016 Auvergne); sie gehört zum Arrondissement Le Puy-en-Velay und zum Kanton Saint-Paulien. 

## Geografie
Vazeilles-Limandre liegt etwa 17 Kilometer nordwestlich von Le Puy-en-Velay.

### Nachbargemeinden
Umgeben wird Vazeilles-Limandre von den Nachbargemeinden Vernassal im Norden, Lissac im Nordosten, Loudes im Osten und Südosten, Saint-Jean-de-Nay im Süden, Vissac-Auteyrac im Westen sowie Fix-Saint-Geneys im Nordwesten.

## Bevölkerungsentwicklung
| Jahr                       | 1962 | 1968 | 1975 | 1982 | 1990 | 1999 | 2006 | 2011 | 2017 |
| Einwohner                  | 294  | 263  | 259  | 224  | 202  | 211  | 226  | 247  | 253  |
| Quellen: Cassini und INSEE |      |      |      |      |      |      |      |      |      |

## Verkehr
Am Nordrand der Gemeinde führt die Route nationale 102 entlang.

## Sehenswürdigkeiten
- Kirche Saint-Pierre, früheres Priorat, aus dem 12./13. Jahrhundert